# Skogslyckans kyrka
Skogslyckans  kyrka är en kyrkobyggnad i  Växjö stift. Den ligger i stadsdelen Hov och är sedan 2014 församlingskyrka i Växjö stads- och domkyrkoförsamling, Växjö.

## Kyrkobyggnaden
Skogslyckans kyrka var när den uppförts 1943 avsedd att vara ett begravningskapell med krematorium. Kapellet som är uppförd  i  Nordisk klassicism  ritades av arkitekten Adolf Wiman, Växjö. Den 6 juni 1943 invigde biskop Yngve Brilioth  kapellet  på den nyanlagda  Skogskyrkogården. Byggnaden bestod  från början av ett långhus  med högt ställda fönster  orienterad i syd- nordlig riktning med  kor absid   i norr och ett klocktorn i form av en takryttare  i söder. Vid vardera sida  av långhuset löpte pelargångar. Korabsiden pryddes av en glasmålning "Chistus Consolator",utförd av konstnär Simon Gate. .
Eftersom befolkningen i Växjö växte gjorde sig behovet av en kyrka i norra delen av staden gällande. 1966 byggdes kapellet om till kyrka. Under ledning av arkitekt Hans Lindén utvidgades byggnaden. De ursprungliga pelargångarna ombyggdes till sidoskepp och försågs med färgade glasfönster. Taket sänktes. Gates målning byggdes in bakom en stor kormosaik utförd av konstnär David Ralson som hämtat tema från Lukasevangeliets 15:e kapitel som handlar om den förlorade sonens hemkomst. . Kyrkan  fick ett antal nya inventarier formgivna och tillverkade av Lindshammars glasbruk. Den 21 december 1966 återinvigde biskop David Lindquist kapellet som därmed blev kyrka.

## Inventarier
- Altare  av glas. 1966, tillverkat av Lindshammars glasbruk.
- Kristusbild i  koret ,mosaik av David Ralson,1966.
- Dopfunt  av glas.1966,tillverkad och formgiven av Lindshammars glasbruk.
- Trärelief vid dopfunten utförd av Eva Spångberg.Tema:Låt barnen komma till mig.
- Kormatta i rölakansteknik komponerad av Ulla Gowenius.
- Ljusträde i smide.
- Öppen bänkinredning.

## Orglar
- 1955 flyttades en orgel till Skogslyckan från Uråsa kyrka, som var byggd 1894 av Carl Elfström, Ljungby med 7 1/2 stämmor.
- 1966 byggde Anders Perssons Orgelbyggeri ett mekaniskt orgelverk som bibehöll fasaden från Elfströms orgel.[2]

| Huvudverk I  | Svällverk II      | Pedal      | Koppel |
| Gedackt 8´   | Rörflöjt 8´       | Subbas 16´ | I/P    |
| Principal 4´ | Salicional 8´     | Oktava 8´  | II/P   |
| Waldflöjt 2' | Gemshorn 4´       | Gedackt 4´ | II/I   |
| Mixtur III   | Oktava 2´         |            |        |
|              | Dulcian 8'        |            |        |
|              | Crescendosvällare |            |        |

- År 1990 tillkom en orgel med nitton stämmor, byggd av A. Magnussons Orgelbyggeri.

## Bildgalleri

### Exteriör

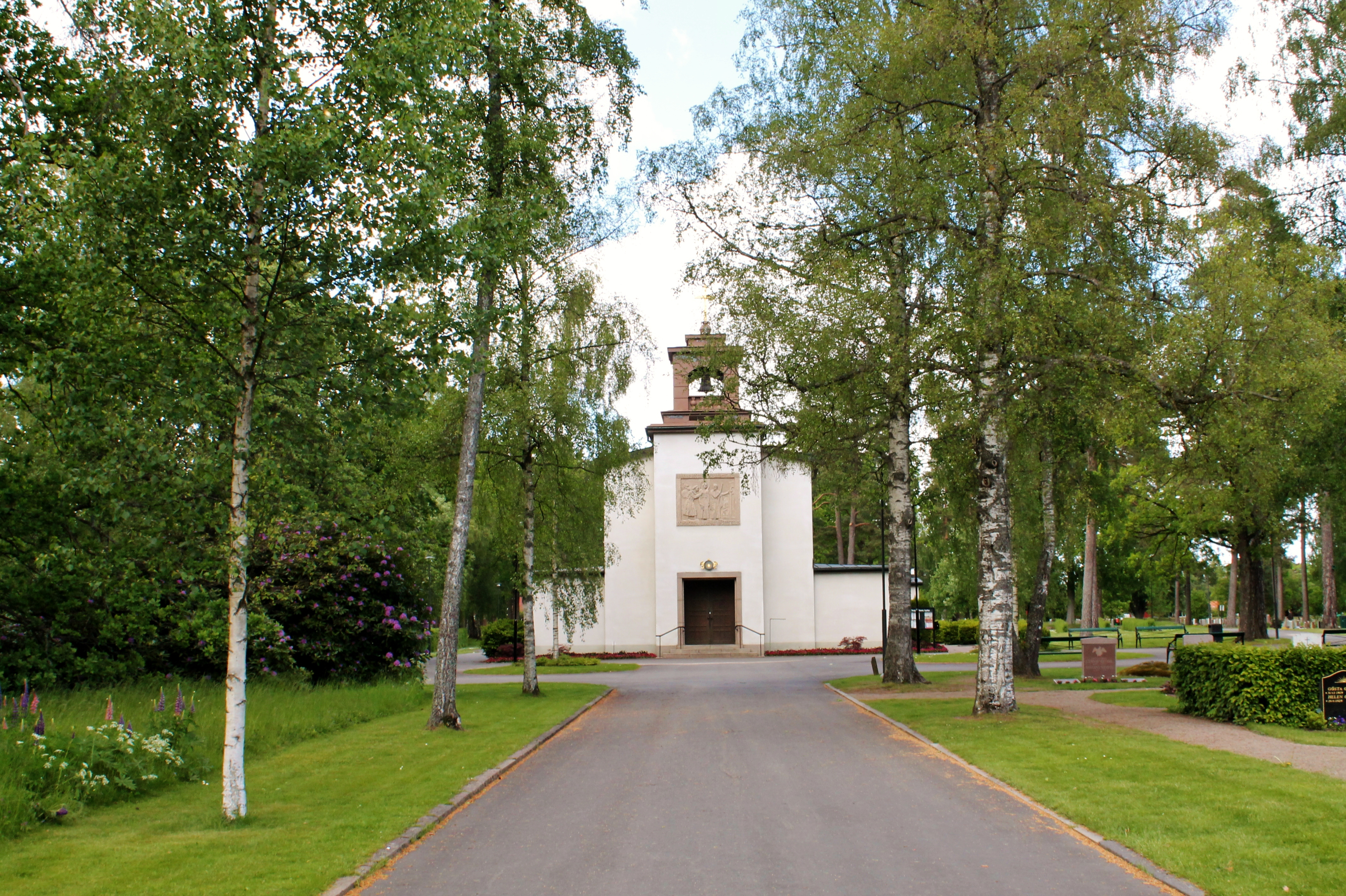
Björkallén till kyrkan.
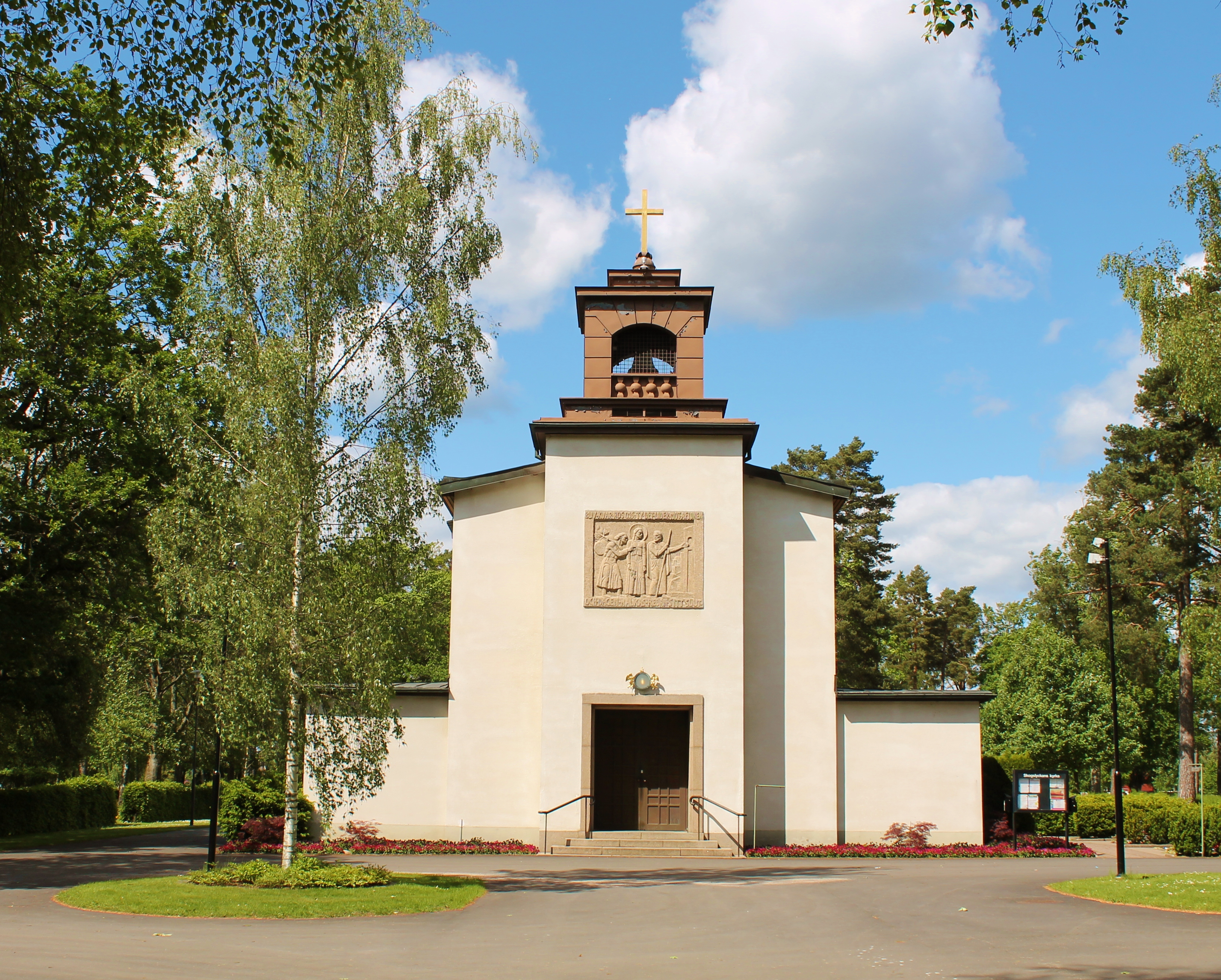
Kyrkan från söder.
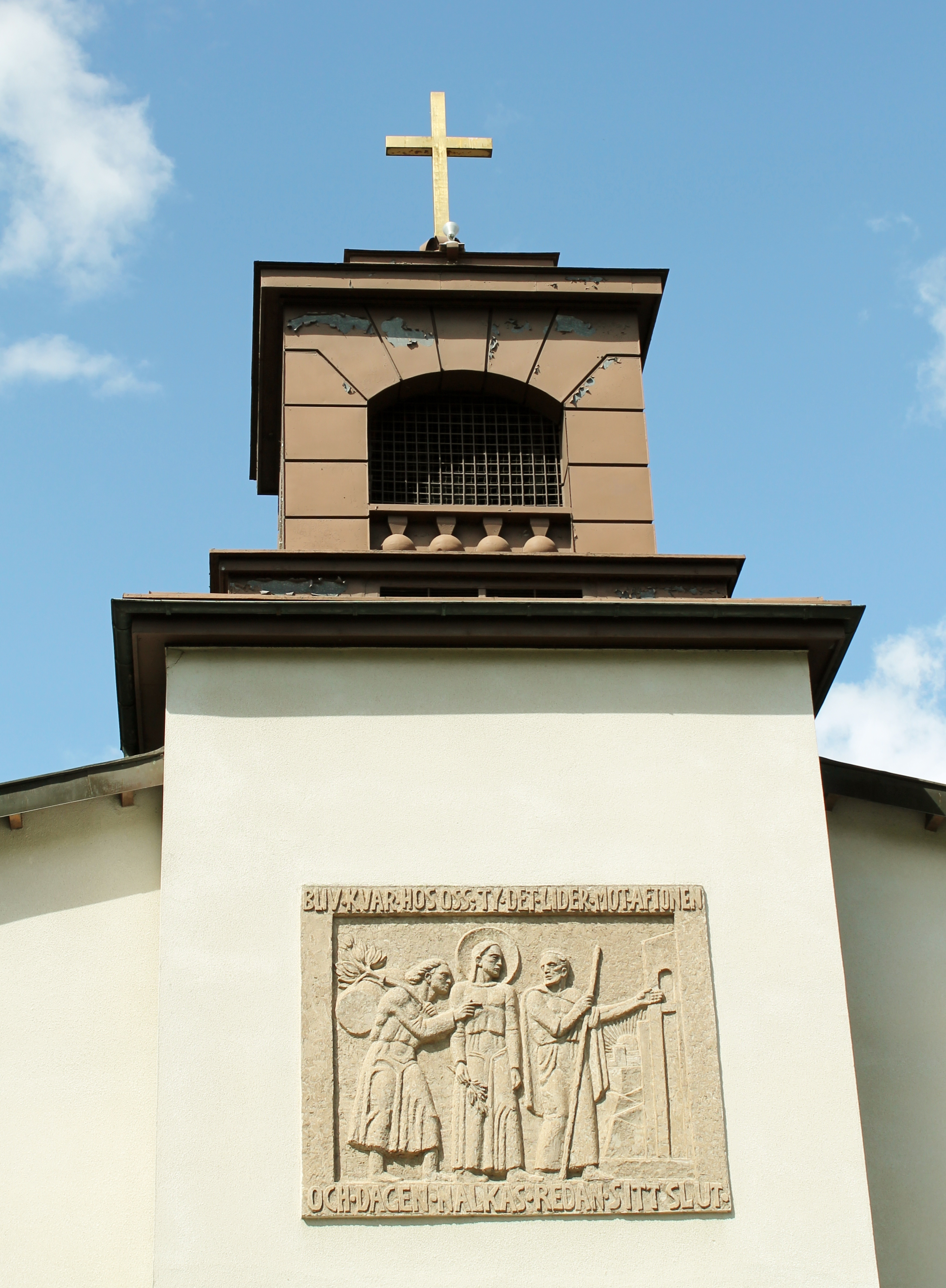
Klocktornet.
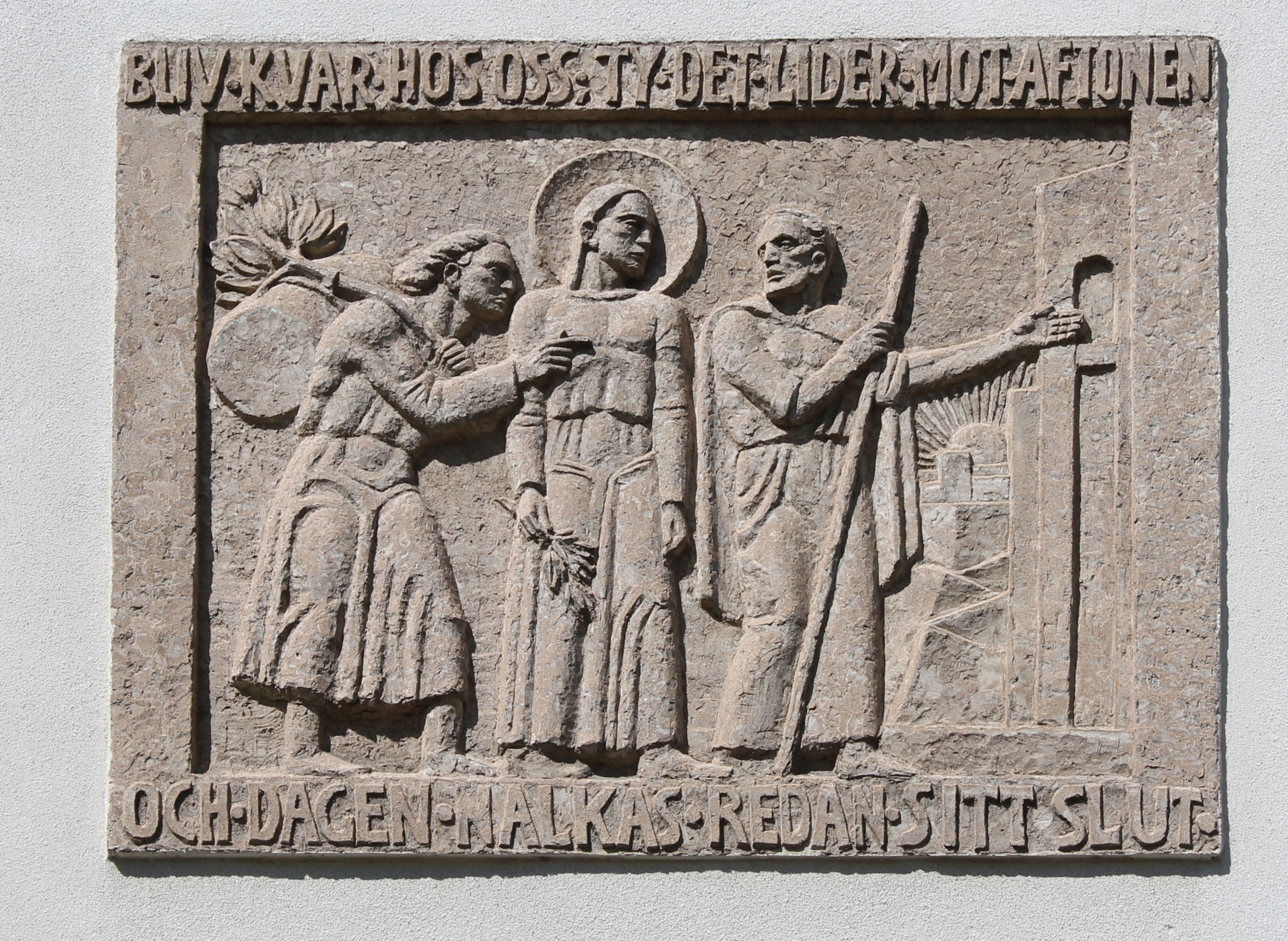
Relief med text.
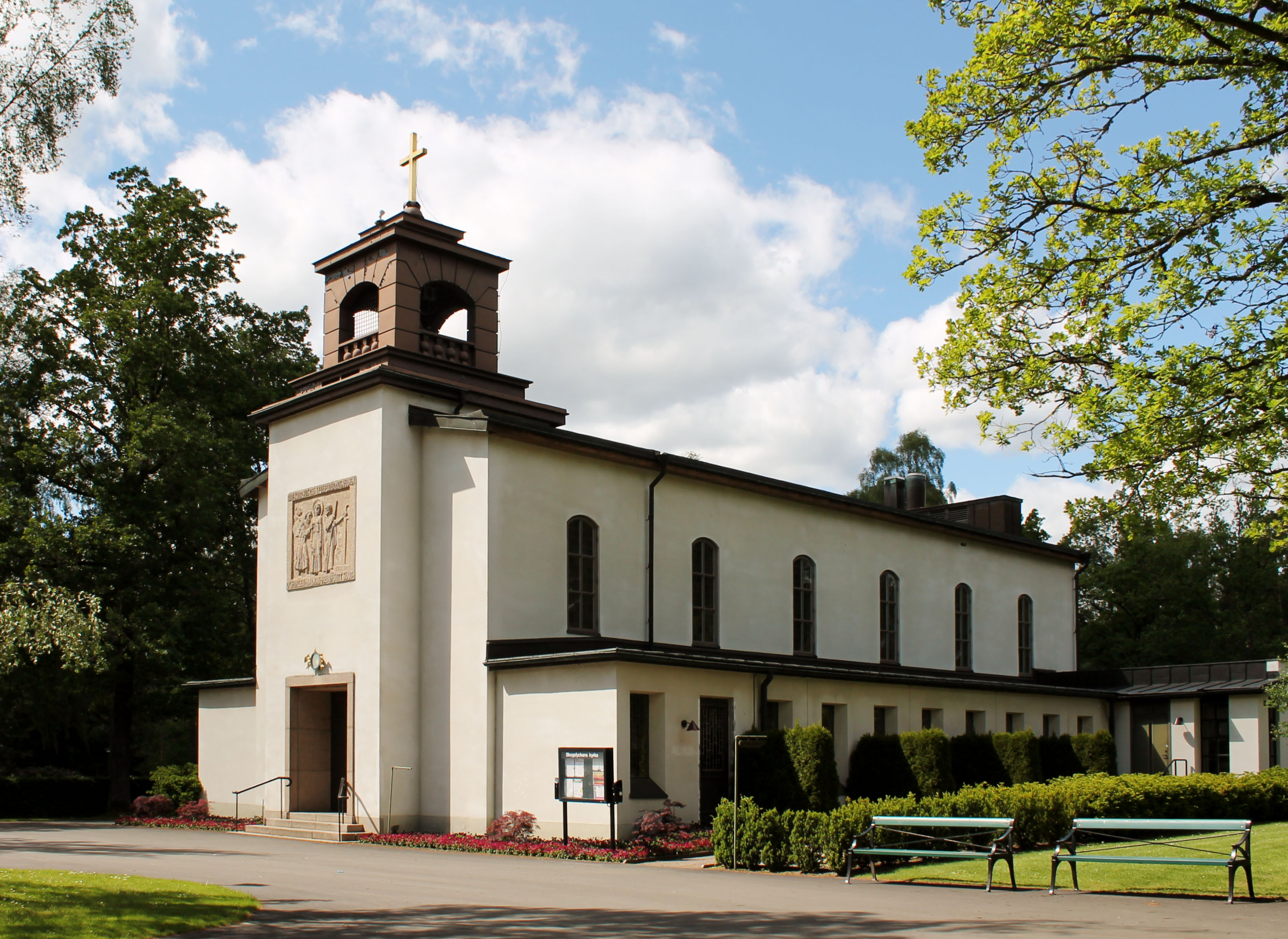
Kyrkan sedd från sydöst.

### Interiör

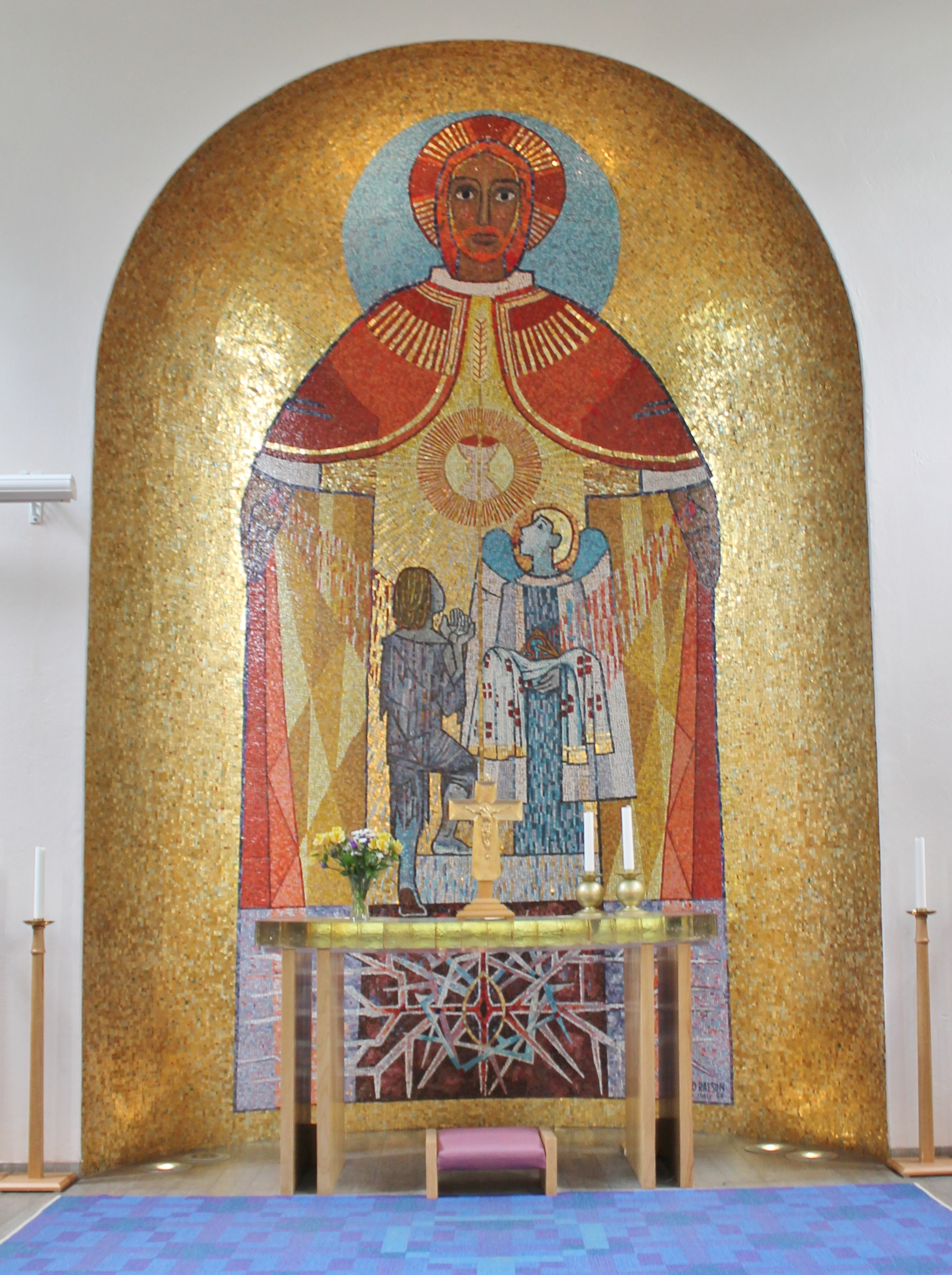
Kormosaik av David Ralson.
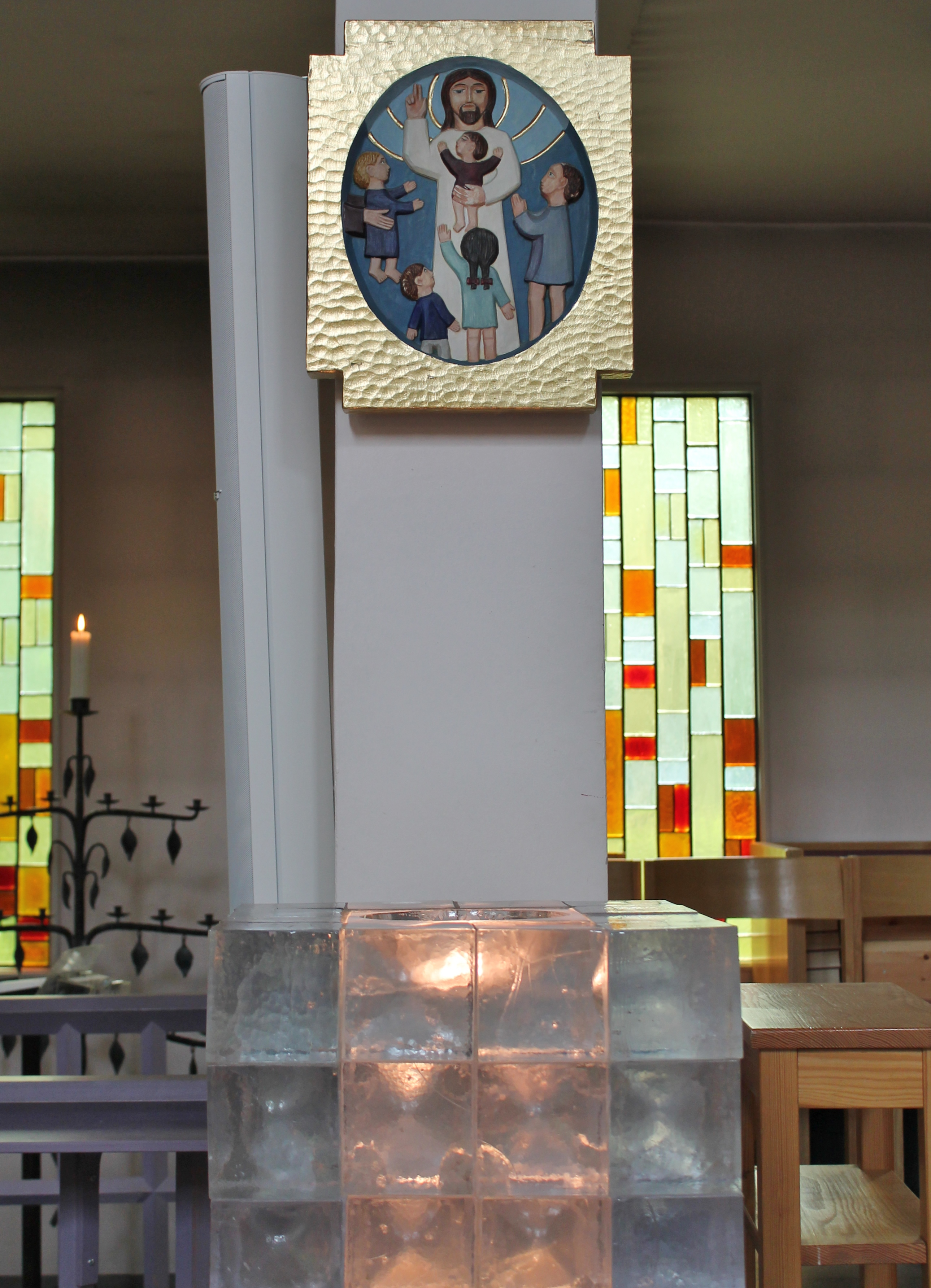
Dopfunt i glas. Relief utförd av Eva Spångberg.
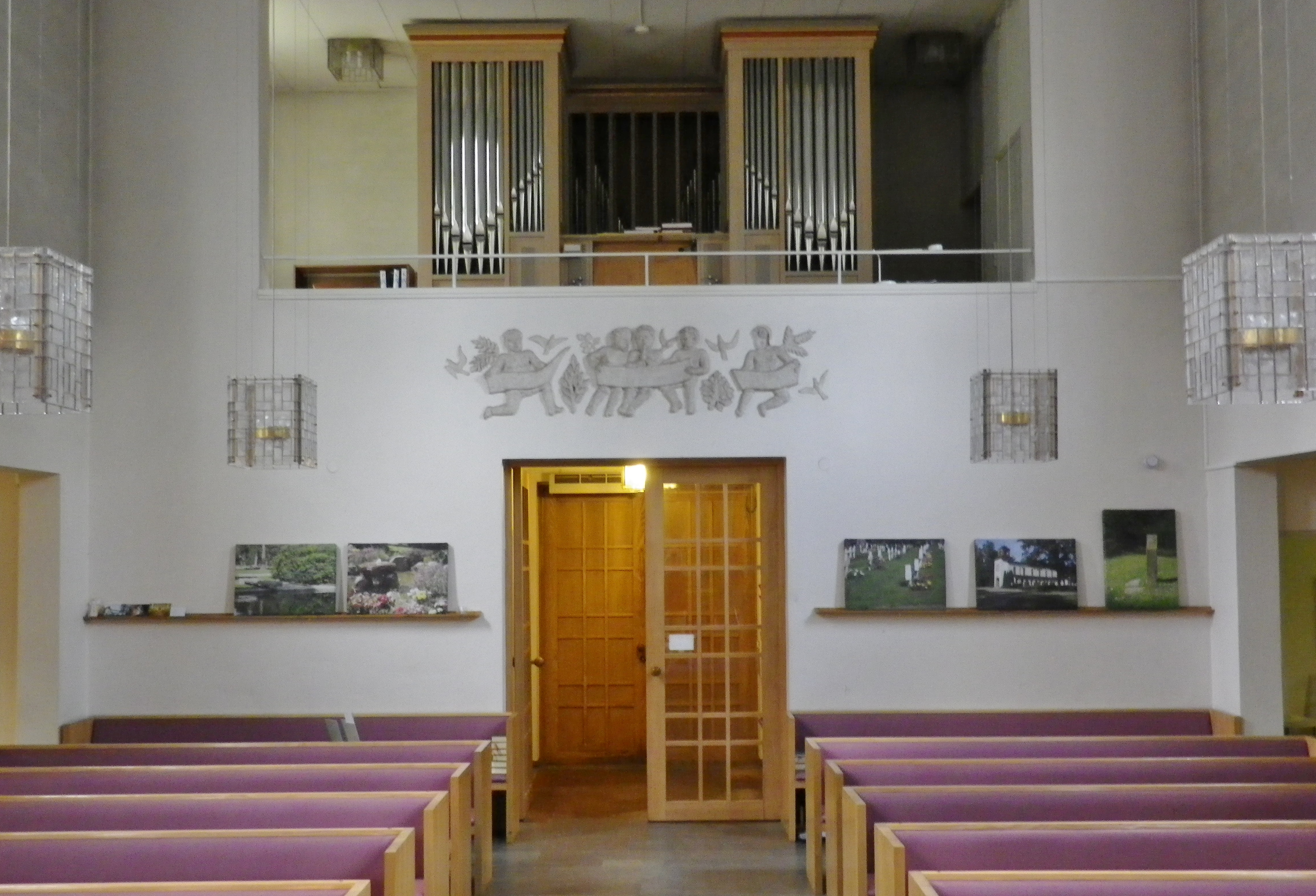
Läktarväggen med dekor.
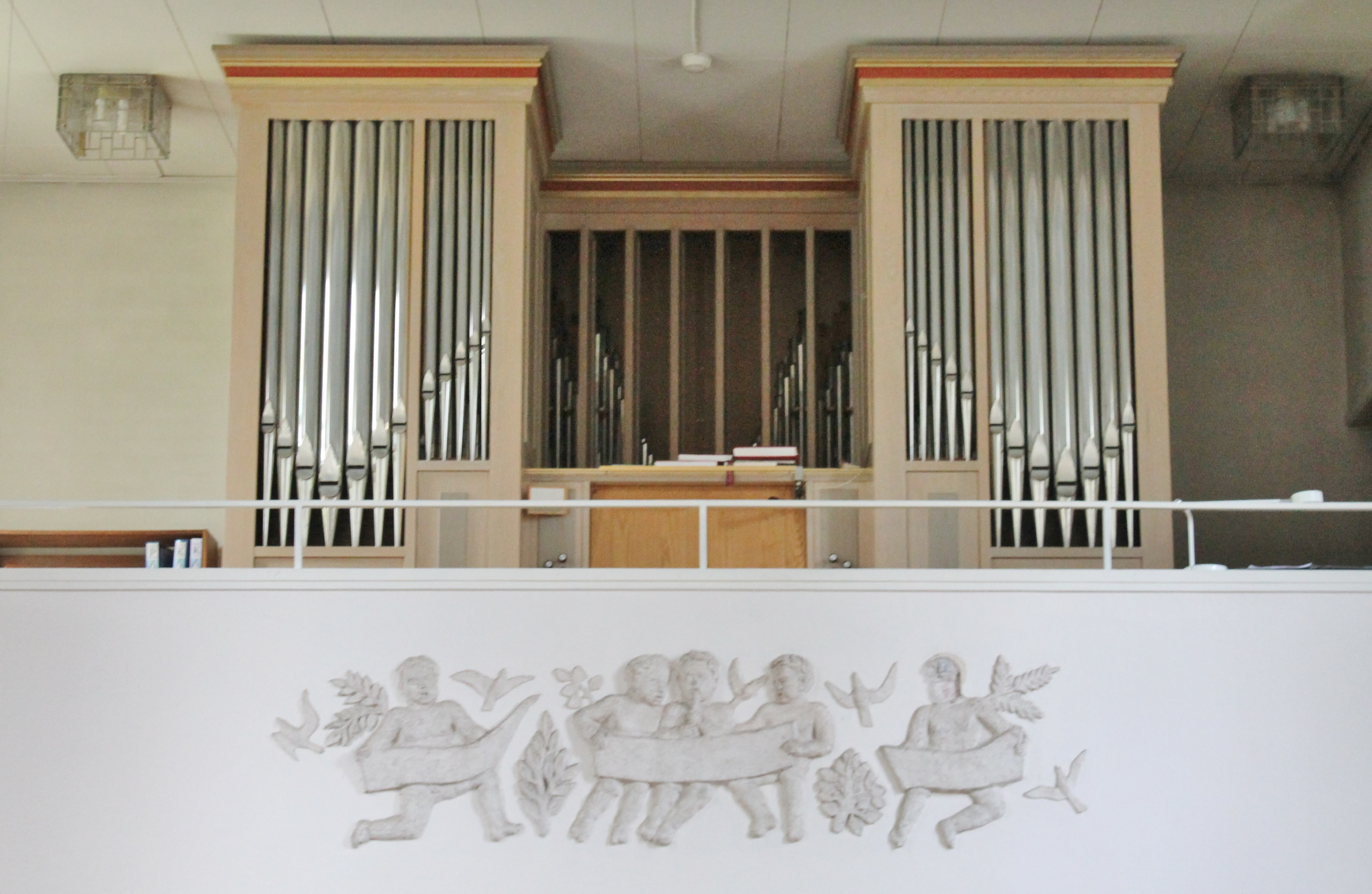
Orgeln.
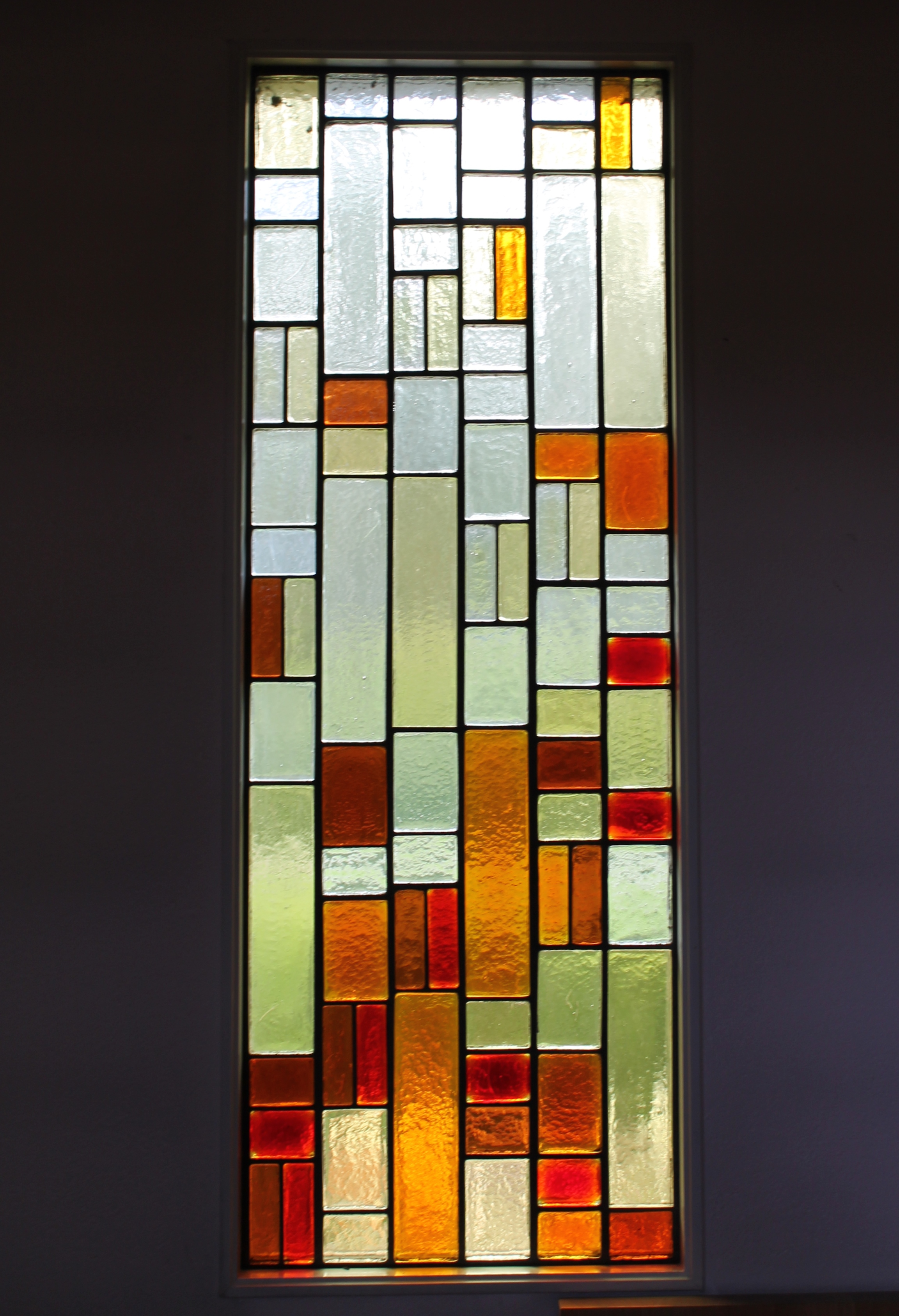
Kyrkfönster i färgat glas.